# 土屋珠里
土屋 珠里（つちや じゅり、1996年9月27日 - ）は、栃木県宇都宮市出身の女子競輪選手。日本競輪選手会大阪所属（当初は栃木支部所属）、ホームバンクは岸和田競輪場。日本競輪学校（当時。以下、競輪学校）第110期生。師匠は、宮原貴之（67期）。
夫は競輪選手の酒井拳蔵（109期）。家族は、長女のほか、義妹（拳蔵の妹）は同じく女子競輪選手の酒井亜樹（128期）。

## 来歴
栃木県立石橋高等学校時代は陸上競技に取り組んでおり、主に中長距離種目で活動。高校卒業後の進路で迷っている時にガールズケイリンを知り、周りの後押しもあって競輪学校受験を決意。
2014年12月24日、競輪学校第110回適性試験に合格。自転車経験が少ないながらも在校競走成績は5位（24勝）。2016年3月24日、卒業記念レースにおいて、完全優勝を成し遂げた。
2016年7月18日、名古屋競輪場でデビューし、初戦で逃げ切ってデビュー戦で初勝利を飾ったが、決勝戦では失格してしまいほろ苦いデビュー開催となった。また、7月29日の前橋競輪場でのレースで落車し、左肩大結節骨折というケガを負い3か月の休養を余儀なくされた。
2017年7月17日、前橋競輪場にて初優勝。
2018年8月1日、弥彦競輪場にて2度目の優勝。
2019年8月15日の函館、同月24日の向日町と、2開催連続優勝を果たした。
2021年、競輪学校時代の同期であった酒井拳蔵（大阪・109期）との5年に及ぶ交際を実らせ、5月に結婚。また結婚を機に4月中に酒井のいる大阪へと引っ越し、併せて4月7日付けで大阪支部へ移籍した。
出産・育児に備えて2022年7月より長期欠場し、2023年3月3日に第一子となる長女を出産。2024年7月10日の豊橋FIIよりレースに復帰したが、同年10月より再度欠場している。